# قائمة إصدارات الطوابع في المغرب (1910-1919)
هذه قائمة بإصدارات الطوابع في المغرب للفترة 1910-1919:

## الإيالة الشريفة
في 22 مايو 1912، تم إصدار أول طابع بريدي في المغرب خلال فترة حكم السلطان مولاي عبد الحفيظ. هذا الطابع، الذي يظهر صورة مسجد طنجة الكبير في مدينة طنجة، يمثل بداية انطلاق النظام البريدي الحديث في المملكة بعد فترة من اعتماد "البريد المخزني" الذي أرسى أساسه السلطان مولاي الحسن الأول في عام 1892. وكان الطابع الأول يتضمن قيمة مالية متوافقة مع العملة المتداولة في تلك الحقبة والتي هي الموزونة، ويشمل الإصدار مجموعة من ستة طوابع بريدية متنوعة القيم.
| #    | الوصف                                                                                              | الصورة | القيمة     |
| 1912 | 1912                                                                                               | 1912   | 1912       |
| ---- | -------------------------------------------------------------------------------------------------- | ------ | ---------- |
| 1    | مسجد طنجة الكبير، مكتوب بالأعلى البريد المخزني، بلون رمادي فاتح المصمم: بول ليات النقاش: بول ليات  |        | 1 موزونة   |
| 2    | مسجد طنجة الكبير، مكتوب بالأعلى البريد المخزني، بلون أرجواني المصمم: بول ليات النقاش: بول ليات     |        | 2 موزونات  |
| 3    | مسجد طنجة الكبير، مكتوب بالأعلى البريد المخزني، بلون أزرق أخضر المصمم: بول ليات النقاش: بول ليات   |        | 5 موزونات  |
| 4    | مسجد طنجة الكبير، مكتوب بالأعلى البريد المخزني، بلون زنجفر المصمم: بول ليات النقاش: بول ليات       |        | 10 موزونات |
| 5    | مسجد طنجة الكبير، مكتوب بالأعلى البريد المخزني، بلون أزرق فاتح المصمم: بول ليات النقاش: بول ليات   |        | 25 موزونة  |
| 6    | مسجد طنجة الكبير، مكتوب بالأعلى البريد المخزني، بلون بنفسجي غامق المصمم: بول ليات النقاش: بول ليات |        | 50 موزونة  |

## الحماية الفرنسية
| #    | الوصف | الصورة | القيمة             |
| 1914 | 1914 | 1914   | 1914               |
| ---- | --- | ------ | ------------------ |
| 1    | طابع بريدي فرنسي، نوع بلان، مطبوع فوقه عبارة "PROTECTORAT FRANCAIS" والتي تعني الحماية الفرنسية، بلون رمادي المصمم: جوزيف بلان النقاش: إميل توماس [الفرنسية]                             |        | 1 سنتيم            |
| 2    | طابع بريدي فرنسي، نوع بلان، مطبوع فوقه عبارة "PROTECTORAT FRANCAIS" والتي تعني الحماية الفرنسية، بلون أرجواني بني المصمم: جوزيف بلان النقاش: إميل توماس [الفرنسية]                       |        | 2 سنتيم            |
| 3    | طابع بريدي فرنسي، نوع بلان، مطبوع فوقه عبارة "PROTECTORAT FRANCAIS" والتي تعني الحماية الفرنسية، بلون برتقالي محمر المصمم: جوزيف بلان النقاش: إميل توماس [الفرنسية]                      |        | 3 سنتيم            |
| 4    | طابع بريدي فرنسي، نوع بلان، مطبوع فوقه عبارة "PROTECTORAT FRANCAIS" والتي تعني الحماية الفرنسية، بلون أخضر باهت المصمم: جوزيف بلان النقاش: إميل توماس [الفرنسية]                         |        | 5 سنتيم            |
| 5    | طابع بريدي فرنسي، نوع موشون، مطبوع فوقه عبارة "PROTECTORAT FRANCAIS" والتي تعني الحماية الفرنسية، بلون وردي المصمم: لويس يوجين موشون [الإنجليزية] النقاش:                                |        | 10 سنتيم           |
| 6    | طابع بريدي فرنسي، نوع موشون، مطبوع فوقه عبارة "PROTECTORAT FRANCAIS" والتي تعني الحماية الفرنسية، بلون برتقالي المصمم: لويس يوجين موشون [الإنجليزية] النقاش:                             |        | 15 سنتيم           |
| 7    | طابع بريدي فرنسي، نوع موشون، مطبوع فوقه عبارة "PROTECTORAT FRANCAIS" والتي تعني الحماية الفرنسية، بلون أرجواني بني المصمم: لويس يوجين موشون [الإنجليزية] النقاش:                         |        | 20 سنتيم           |
| 8    | طابع بريدي فرنسي، نوع موشون، مطبوع فوقه عبارة "PROTECTORAT FRANCAIS" والتي تعني الحماية الفرنسية، بلون أزرق المصمم: لويس يوجين موشون [الإنجليزية] النقاش:                                |        | 25 سنتيم           |
| 9    | طابع بريدي فرنسي، نوع موشون، مطبوع فوقه عبارة "PROTECTORAT FRANCAIS" والتي تعني الحماية الفرنسية، بلون أرجواني بني المصمم: لويس يوجين موشون [الإنجليزية] النقاش:                         |        | 25 سنتيم           |
| 10   | طابع بريدي فرنسي، نوع موشون، مطبوع فوقه عبارة "PROTECTORAT FRANCAIS" والتي تعني الحماية الفرنسية، بلون بنفسجي باهت المصمم: لويس يوجين موشون [الإنجليزية] النقاش:                         |        | 30 سنتيم           |
| 11   | طابع بريدي فرنسي، نوع موشون، مطبوع فوقه عبارة "PROTECTORAT FRANCAIS" والتي تعني الحماية الفرنسية، بلون بنفسجي باهت المصمم: لويس يوجين موشون [الإنجليزية] النقاش:                         |        | 35 سنتيم           |
| 12   | طابع بريدي فرنسي، نوع ميرسون، مطبوع فوقه عبارة "PROTECTORAT FRANCAIS" والتي تعني الحماية الفرنسية، بلون أحمر/أزرق المصمم: لوك أوليفييه ميرسون [الإنجليزية] النقاش: أوغست ثيفينين         |        | 40 سنتيم           |
| 13   | طابع بريدي فرنسي، نوع ميرسون، مطبوع فوقه عبارة "PROTECTORAT FRANCAIS" والتي تعني الحماية الفرنسية، بلون أخضر/أزرق المصمم: لوك أوليفييه ميرسون [الإنجليزية] النقاش: أوغست ثيفينين         |        | 45 سنتيم           |
| 14   | طابع بريدي فرنسي، نوع ميرسون، مطبوع فوقه عبارة "PROTECTORAT FRANCAIS" والتي تعني الحماية الفرنسية، بلون بني/أزرق المصمم: لوك أوليفييه ميرسون [الإنجليزية] النقاش: أوغست ثيفينين          |        | 50 سنتيم           |
| 15   | طابع بريدي فرنسي، نوع ميرسون، مطبوع فوقه عبارة "PROTECTORAT FRANCAIS" والتي تعني الحماية الفرنسية، بلون أرجواني أحمر/أصفر المصمم: لوك أوليفييه ميرسون [الإنجليزية] النقاش: أوغست ثيفينين |        | 1 فرنك             |
| 16   | طابع بريدي فرنسي، نوع ميرسون، مطبوع فوقه عبارة "PROTECTORAT FRANCAIS" والتي تعني الحماية الفرنسية، بلون بنفسجي/أصفر المصمم: لوك أوليفييه ميرسون [الإنجليزية] النقاش: أوغست ثيفينين       |        | 2 فرنك             |
| 17   | طابع بريدي فرنسي، نوع ميرسون، مطبوع فوقه عبارة "PROTECTORAT FRANCAIS" والتي تعني الحماية الفرنسية، بلون أزرق/بني باهت المصمم: لوك أوليفييه ميرسون [الإنجليزية] النقاش: أوغست ثيفينين     |        | 5 فرنك             |
| 1915 | |        |                    |
| 1    | طابع بريدي فرنسي، نوع الزارعة، مطبوع فوقه عبارة "MAROC مراكش" و "+5 سنتيم"، بلون أحمر قرميدي المصمم: أوسكار روتي [الإنجليزية] النقاش: لويس يوجين موشون [الإنجليزية]                      |        | 10 سنتيم + 5 سنتيم |

كما أصدرت طوابع أخرى برسوم إضافية علاوة على القيمة الأصلية:

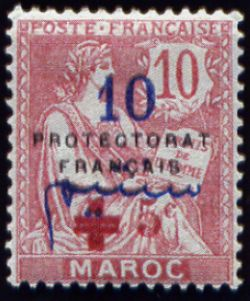
طابع 10 سنتيم مضاف إليه 5 سنتيم
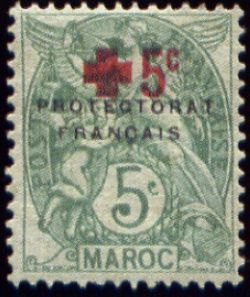
طابع 5 سنتيم مضاف إليه 5 سنتيم
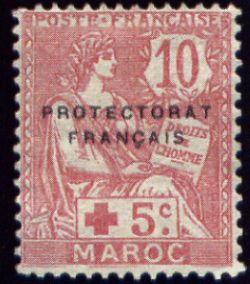
طابع 10 سنتيم مطبوع عليه 5 سنتيم

### سلسلة المعالم
| #    | الوصف | الصورة | القيمة   |
| 1917 | 1917 | 1917   | 1917     |
| ---- | --- | ------ | -------- |
| 1    | صومعة حسان بالرباط، بلون أخضر رمادي المصمم: جوزيف دي لا نيزيير [الإنجليزية] النقاش: أبيل مينيون [الإنجليزية]        |        | 1 سنتيم  |
| 2    | صومعة حسان بالرباط، بلون أرجواني باهت المصمم: جوزيف دي لا نيزيير [الإنجليزية] النقاش: أبيل مينيون [الإنجليزية]      |        | 2 سنتيم  |
| 3    | صومعة حسان بالرباط، بلون بني برتقالي المصمم: جوزيف دي لا نيزيير [الإنجليزية] النقاش: أبيل مينيون [الإنجليزية]       |        | 3 سنتيم  |
| 4    | المشور الكبير، فاس، بلون أخضر مصفر المصمم: جوزيف دي لا نيزيير [الإنجليزية] النقاش: أبيل مينيون [الإنجليزية]         |        | 5 سنتيم  |
| 5    | المشور الكبير، فاس، بلون كارمين المصمم: جوزيف دي لا نيزيير [الإنجليزية] النقاش: أبيل مينيون [الإنجليزية]            |        | 10 سنتيم |
| 6    | المشور الكبير، فاس، بلون أسود رمادي المصمم: جوزيف دي لا نيزيير [الإنجليزية] النقاش: أبيل مينيون [الإنجليزية]        |        | 15 سنتيم |
| 7    | باب شالة، الرباط، بلون أرجواني بني المصمم: جوزيف دي لا نيزيير [الإنجليزية] النقاش: أنطوان ديزاروا [الفرنسية]        |        | 20 سنتيم |
| 8    | باب شالة، الرباط، بلون أزرق المصمم: جوزيف دي لا نيزيير [الإنجليزية] النقاش: أنطوان ديزاروا [الفرنسية]               |        | 25 سنتيم |
| 9    | باب شالة، الرباط، بلون بنفسجي المصمم: جوزيف دي لا نيزيير [الإنجليزية] النقاش: أنطوان ديزاروا [الفرنسية]             |        | 30 سنتيم |
| 10   | جامع الكتبية، مراكش، بلون أصفر برتقالي المصمم: جوزيف دي لا نيزيير [الإنجليزية] النقاش: جان أنطونين ديلزر [الفرنسية] |        | 35 سنتيم |
| 11   | جامع الكتبية، مراكش، بلون أزرق بحري المصمم: جوزيف دي لا نيزيير [الإنجليزية] النقاش: جان أنطونين ديلزر [الفرنسية]    |        | 40 سنتيم |
| 12   | جامع الكتبية، مراكش، بلون أخضر المصمم: جوزيف دي لا نيزيير [الإنجليزية] النقاش: جان أنطونين ديلزر [الفرنسية]         |        | 45 سنتيم |
| 13   | باب المنصور لعلج، مكناس، بلون بني مسود المصمم: جوزيف دي لا نيزيير [الإنجليزية] النقاش: أندري شارل كوبيي [الفرنسية]  |        | 50 سنتيم |
| 14   | باب المنصور لعلج، مكناس، بلون أسود مزرق المصمم: جوزيف دي لا نيزيير [الإنجليزية] النقاش: أندري شارل كوبيي [الفرنسية] |        | 1 فرنك   |
| 15   | أطلال وليلي، بلون بني غامق المصمم: جوزيف دي لا نيزيير [الإنجليزية] النقاش:                                          |        | 2 فرنك   |
| 16   | أطلال وليلي، بلون أخضر غامق المصمم: جوزيف دي لا نيزيير [الإنجليزية] النقاش:                                         |        | 5 فرنك   |
| 17   | أطلال وليلي، بلون أسود المصمم: جوزيف دي لا نيزيير [الإنجليزية] النقاش:                                              |        | 10 فرنك  |